# لويس بيريز راميريز
لويس بيريز راميريز (بالإسبانية: Luis Pérez Ramírez) (17 أبريل 1965 بسانتياغو في تشيلي - ) هو لاعب كرة قدم تشيلي في مركز الهجوم. شارك مع منتخب تشيلي لكرة القدم. أما مع النوادي، فقد لعب مع كولو-كولو ونادي أونيفرسيداد كاتوليكا ونادي بالستينو وسانتياغو مورنينغ ‏ ونادي موريليا الرياضي وDeportes Temuco ‏ وديبورتيس ماجالانز.

## وصلات خارجية
- لويس بيريز راميريز على موقع الاتحاد الدولي (مؤرشف)  (الإنجليزية)
- لويس بيريز راميريز على موقع قاعدة بيانات كرة القدم.إي يو (الإنجليزية)
- لويس بيريز راميريز على موقع ناشيونال فوتبول تيمز (الإنجليزية)
- لويس بيريز راميريز على موقع Soccerway.com (الإنجليزية)
- لويس بيريز راميريز على موقع أوليمبيديا (الإنجليزية)